# Фролов, Валерий Семёнович
Вале́рий Семёнович Фроло́в (укр. Валерій Семенович Фролов; род. 30 апреля 1949 года, Тывров) — советский и украинский военачальник, генерал-лейтенант. Командующий Сухопутными войсками Вооружённых сил Украины (2006—2007).

## Биография
Родился 30 апреля 1949 года в посёлке городского типа Тывров Винницкой области. В 1970 году окончил Казанское высшее танковое командное училище, в 1978 году — Военную академию бронетанковых войск.
В 1970—1978 годах — командир танкового взвода, командир танковой роты, начальник штаба танкового батальона Южной группы войск.
В 1978—1980 годах — начальник штаба — заместитель командира гвардейского танкового полка Закавказского военного округа.
В 1980—1984 годах — командир танкового полка, заместитель командира 127-й мотострелковой дивизии.
В 1987—1989 годах проходил службу в Народной Республике Ангола в качестве советника командующего войсками военного округа, советника командующего войсками фронта.
В 1989—1991 годах — заместитель военного комиссара Армянской ССР.
В 1991—1994 годах — начальник 1-го отдела Винницкого областного военного комиссариата.
В 1994—1995 годах — начальник военно-строительного факультета при Крымском институте природоохранного и курортного строительства.
В 1995—1998 годах — начальника штаба — первый заместитель командира 32-го армейского корпуса.
В 1998—2002 годах — командир 32-го армейского корпуса.
В 2002—2003 годах — первый заместитель командующего войсками Оперативного командования «Запад».
С ноября 2003 года — первый заместитель командующего Сухопутных войск Украины.
С 26 мая 2006 года по 28 июня 2007 года — командующий Сухопутными войсками Вооруженных Сил Украины.
После 2007 года — главный инспектор Министерства обороны Украины.

## Награды и отличия
- Отличие Министерства обороны Украины «Именное огнестрельное оружие».
- орден «За трудовые достижения» 4 степени
- орден «За службу Родине в Вооружённых Силах СССР» 3 степени (1991)
- медаль «За военную службу Украине» (1998)
- почетный знак «Сухопутные войска».